# Stictoleptura scutellata
Espèce
Le lepture écussonnée (Stictoleptura scutellata) est une espèce d’insectes coléoptères de la famille des Cerambycidae.

## Morphologie
C'est une espèce de lepture de couleur noire mate. Les mâles, un peu plus petits que les femelles, possèdent un écusson (partie triangulaire entre les élytres) à la pilosité argentée alors qu'elle est jaune chez les femelles.

## Classification
les taxonomistes distinguent deux sous-espèces :
- Stictoleptura scutellata melas (Lucas, 1846)
- Stictoleptura scutellata scutellata (Fabricius, 1781)